# Idaea amoenata
Idaea amoenata là một loài bướm đêm trong họ Geometridae.